# Benteng (Ciampea)
Benteng is een bestuurslaag in het regentschap Bogor van de provincie West-Java, Indonesië. Benteng telt 11.132 inwoners (volkstelling 2010).